# Neu!
Neu! (pronunciado [nɔʏ]; alemão para "Novo!"; estilizado em letras maiúsculas) foi uma banda de krautrock da Alemanha Ocidental. Foi formada em Düsseldorf, em 1971, por Klaus Dinger e Michael Rother, após sua saída do grupo Kraftwerk. Os álbuns foram produzidos por Conny Plank, considerado o "membro oculto" do grupo. Eles lançaram três álbuns em primeira fase — Neu! (1972), Neu! 2 (1973) e Neu! 75 (1975) - antes de se separarem em 1975. Eles se reuniram em meados da década de 1980, por um curto período.
Embora tenha tido um mínimo sucesso comercial durante sua existência, a banda é considerada um ato central do movimento krautrock da Alemanha Ocidental dos anos 1970. Eles foram pioneiros na batida "motorik", um ritmo 4/4 minimalista associado a artistas de krautrock. Seu trabalho exerceu ampla influência em gêneros como música eletrônica e punk.